# Vacuna contra la peste

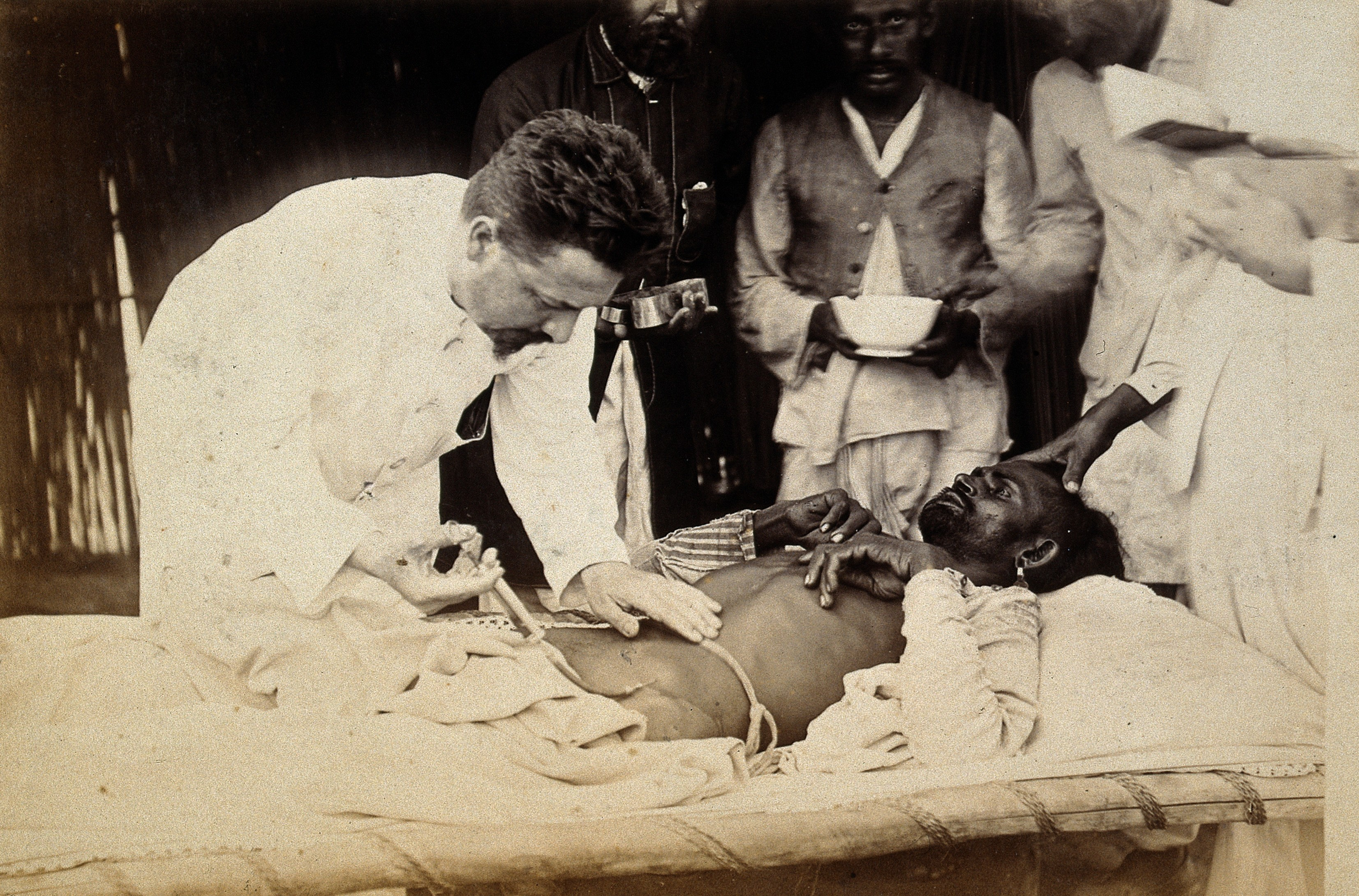
Vacuna contra la peste siendo administrada.

Las vacunas contra la peste son vacunas contra Yersinia pestis para prevenir la peste. Las vacunas inactivadas se han utilizado desde 1890, sin embargo son menos eficaces contra la peste neumónica, por lo que se han desarrollado vacunas vivas atenuadas y vacunas de proteínas recombinantes para prevenir la enfermedad.

## Inmunización contra la peste
La primera vacuna contra la peste fue desarrollada por el bacteriólogo Waldemar Haffkine en 1897, quien la probó en sí mismo para demostrar que era segura. Más tarde, Haffkine llevó a cabo un programa de inoculación masiva en la India británica, y se estima que se enviaron 26 millones de dosis de la vacuna contra la peste de Haffkine desde Bombay entre 1897 y 1925, lo que redujo la mortalidad por peste entre un 50 % y un 85 %.
La vacuna contra la peste se usa para inducir inmunidad específica activa en un organismo susceptible a la peste mediante la administración de un material antigénico (una vacuna) a través de una variedad de vías a personas con riesgo de contraer cualquier forma clínica de peste. Este método se conoce como inmunización contra la peste. Existe fuerte evidencia de la eficacia de la administración de algunas vacunas contra la peste para prevenir o mejorar los efectos de una variedad de formas clínicas de infección por Yersinia pestis. La inmunización contra la peste también incluye incurrir en un estado de inmunidad específica pasiva contra la peste en un organismo susceptible después de la administración de un suero contra la peste o inmunológica contra la peste en personas con un riesgo inmediato de desarrollar la enfermedad.
Una revisión sistemática realizada por la Colaboración Cochrane no encontró estudios de calidad suficiente para incluirlos en la revisión y, por lo tanto, no pudo hacer ninguna declaración sobre la eficacia de la vacuna.